# 東京ビルディング (不動産会社)
東京ビルディング株式会社（とうきょう－） は、商業ビルの賃貸を中心にマンションの分譲・賃貸も行っている不動産デベロッパーである。
丸の内にあるオフィスビル「東京ビルディング」とは全く関係ない。

## 概要
本社所在地は東京都新宿区西新宿の新宿センタービル47Fである。所有するビル数は2025年現在、1都3県に約100棟、600フロア。株式会社アクトワンプラスと東京ビルディンググループを形成している。　　　　

## 沿革
- 1956年 - 創業
- 1965年 - 第1東京ビル（江古田）竣工
- 1967年 - 東京ビルディング株式会社設立
- 1972年 - 第20東京ビル（新宿）建設　同所に本社移転
- 1977年 - モナークマンションシリーズの建設販売開始
- 1982年 - 新宿NSビルに本社移転
- 1983年 - 第50東京ビル（渋谷）建設
- 1988年 - オーストラリア・ブリスベンに19階建ビル取得
- 1993年 - 第100東京ビル（赤坂）取得
- 2002年 - T-wing Shinjuku（第112東京ビル・新宿）建設　※T-wingビルシリーズ運用開始
- 2003年 - Shinjuku ex（第113東京ビル・新宿）建設　新宿センタービルに本社移転
- 2005年 - Kameido ex（第114東京ビル・亀戸）取得
- 2006年 - オーストラリア・シドニーに12階建ビル取得
- 2007年 - 第115東京ビル（藤沢）取得
- 2008年 - Gotanda ex（第117東京ビル・五反田）取得 - Kannai ex（第118東京ビル・関内）取得
- 2010年 - T-wing machida（第120東京ビル・町田）用地取得
- 2011年 - Daimon exⅡ（第121東京ビル・浜松町）取得
- 2012年 - Akihabara ex（第122東京ビル・秋葉原）取得
- 2012年 - T-wing machida（第120東京ビル・町田）竣工
- 2015年 - Daimon ex（第124東京ビル・浜松町）取得
- 2015年 - Mizonokuchi ex（第123東京ビル・溝の口）竣工
- 2016年 - 第125東京ビルを取得（船橋）
- 2018年 - Rootus Ekoda（第127東京ビル・江古田）建設　※Rootusビルシリーズ運用開始
- 2019年 - ADsis Daimon（第126東京ビル・浜松町）建設　※ADsisビルシリーズ運用開始
- 2019年 - Rootus Nakameguro（第130東京ビル・中目黒）取得
- 2020年 - RESTA Ekoda（第128東京ビル・江古田）建設　※RESTAビルシリーズ運用開始
- 2020年 - RESTA Koenji（第129東京ビル・高円寺）建設
- 2020年 - Ueno ex（第133東京ビル・上野）取得
- 2021年 - Rootus Sancha（第131東京ビル・三軒茶屋）建設
- 2021年 - Shinjuku exⅡ（第134東京ビル・新宿）建設
- 2022年 - 第136東京ビル（中野）、第137東京ビル（日吉）取得
- 2023年 - RESTA Takadanobaba（第135東京ビル・高田馬場）建設
- 2024年 - Machida ex（第138東京ビル・町田）取得
- 2024年 - 第139東京ビル（二子玉川）取得
- 2025年 - 第141東京ビル（門前仲町）取得

## 所有ビルの主な入居テナント
- アドアーズ
- ソフトバンクショップ
- ドコモショップ
- 大戸屋
- カラオケ館
- カラオケの鉄人
- まねきねこ
- おかしのまちおか
- 餃子の王将
- ドトールコーヒー
- スターバックス
- トモズ
- ドトールコーヒー
- 土間土間
- はなまるうどん
- マクドナルド
- 松屋
- トレファクスタイル
- ゲームパニック
- Dr.Stretch
- メガネドラッグ
- リンガーハット
- 吉野家
- すき家

## ビル写真

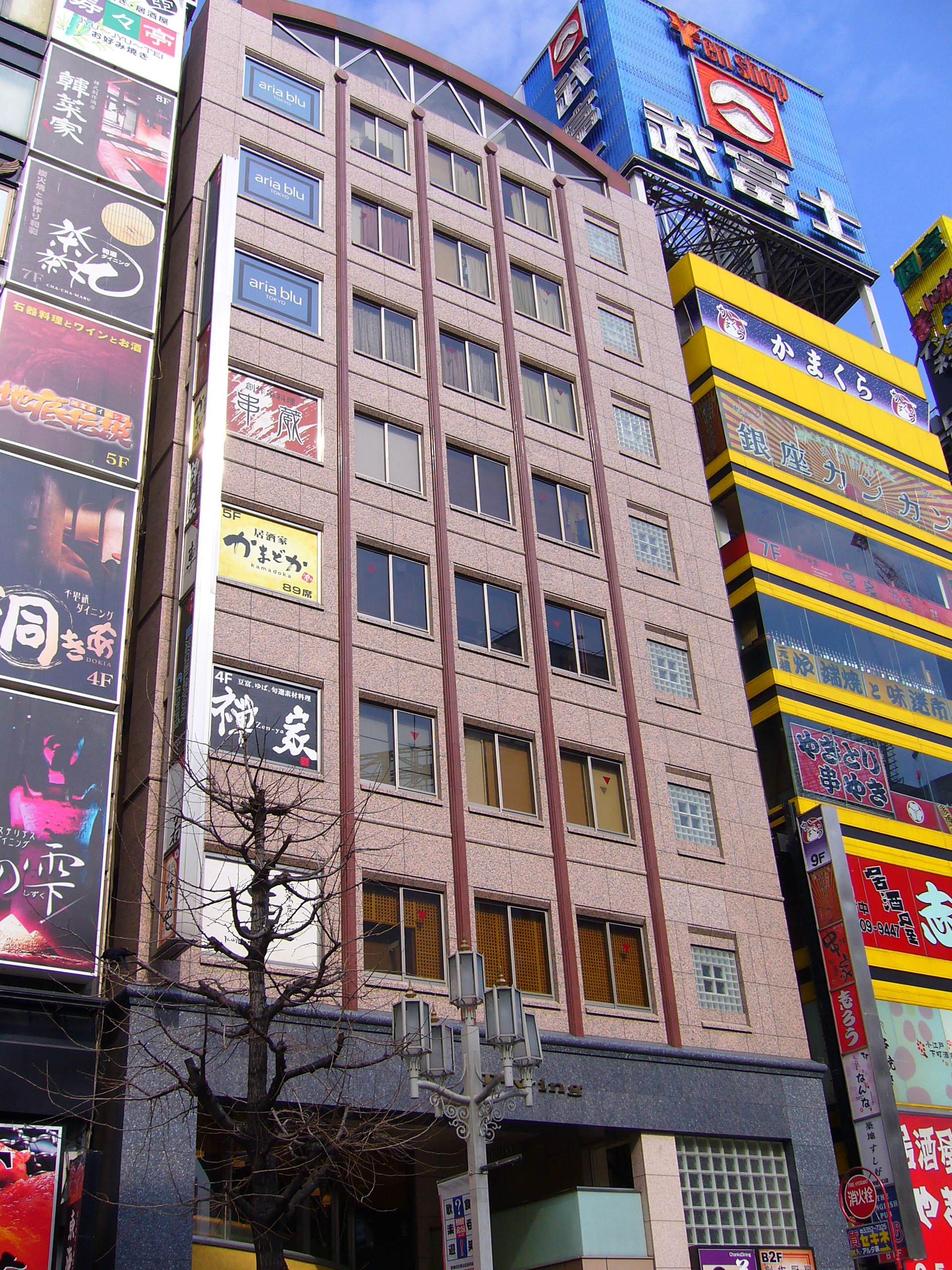
T-wing (第112東京ビル)
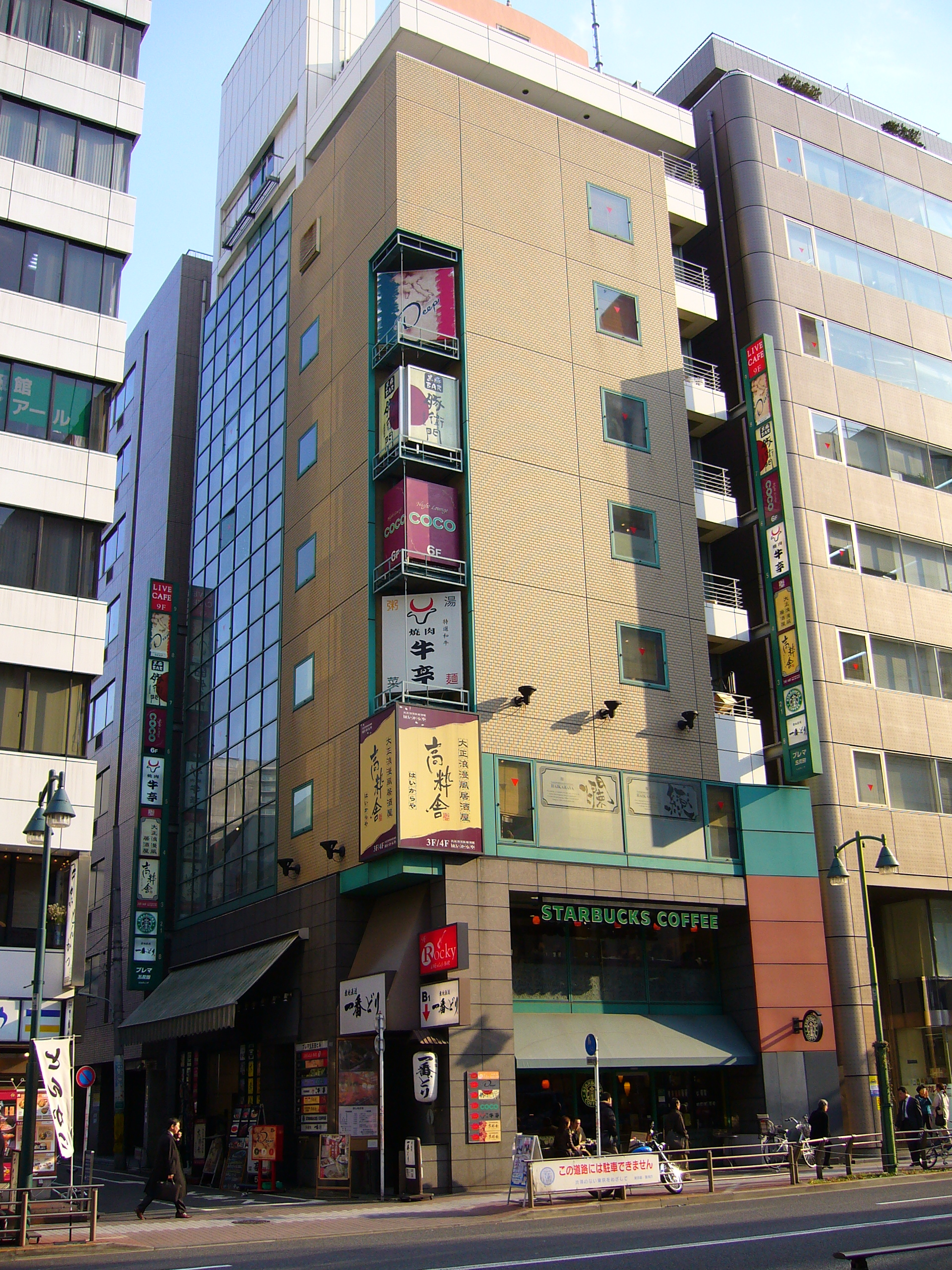
Gotanda ex (第117東京ビル)
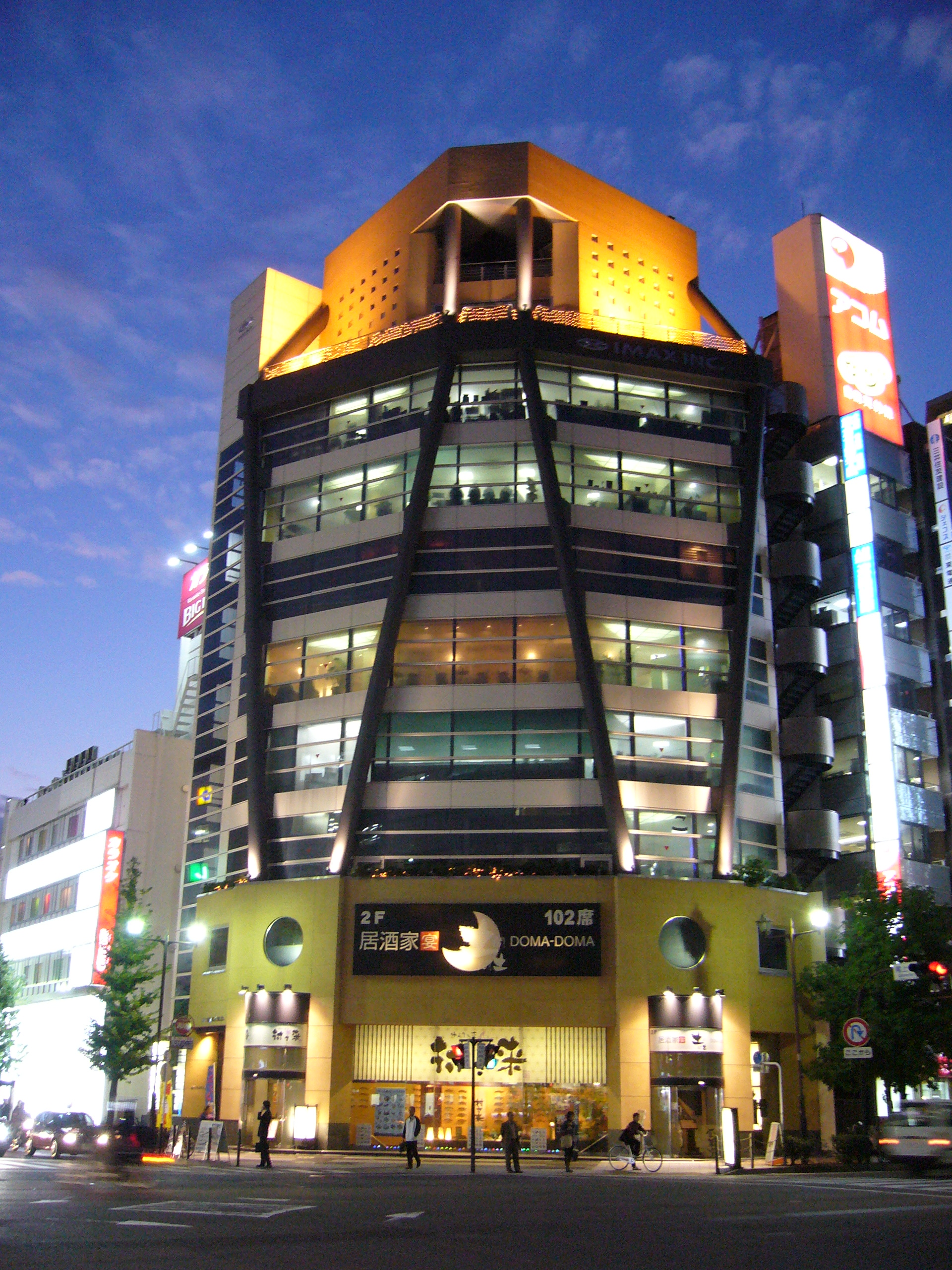
Kannai ex (第118東京ビル)
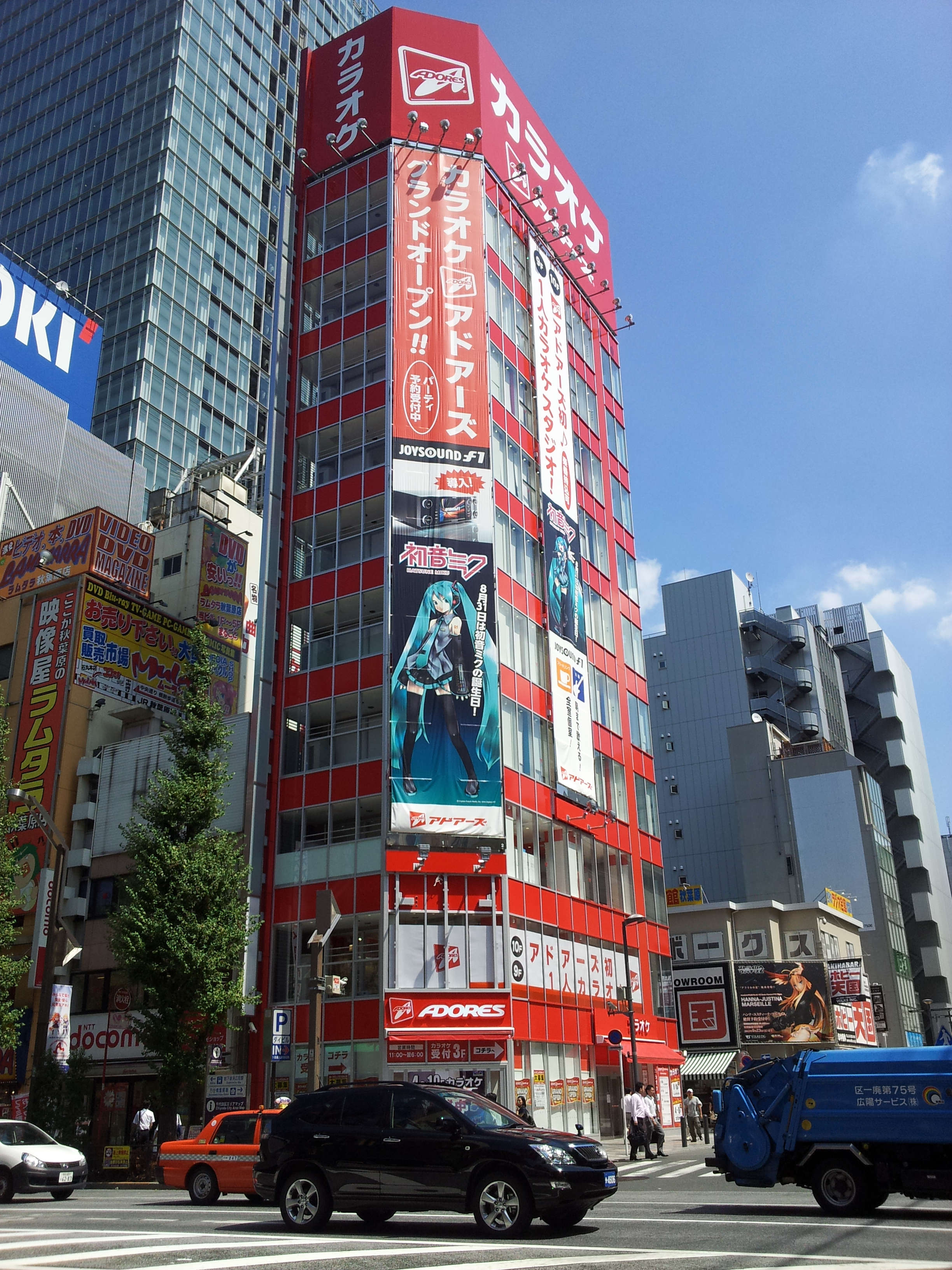
Akihabara ex (第122東京ビル)
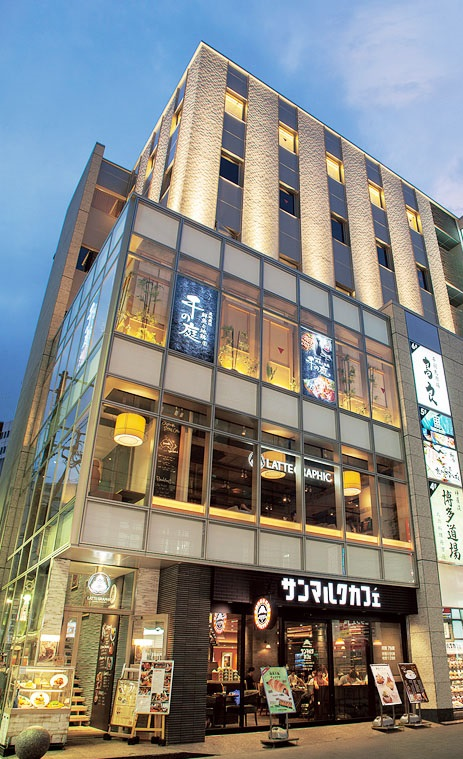
T-wing Machida (第120東京ビル)
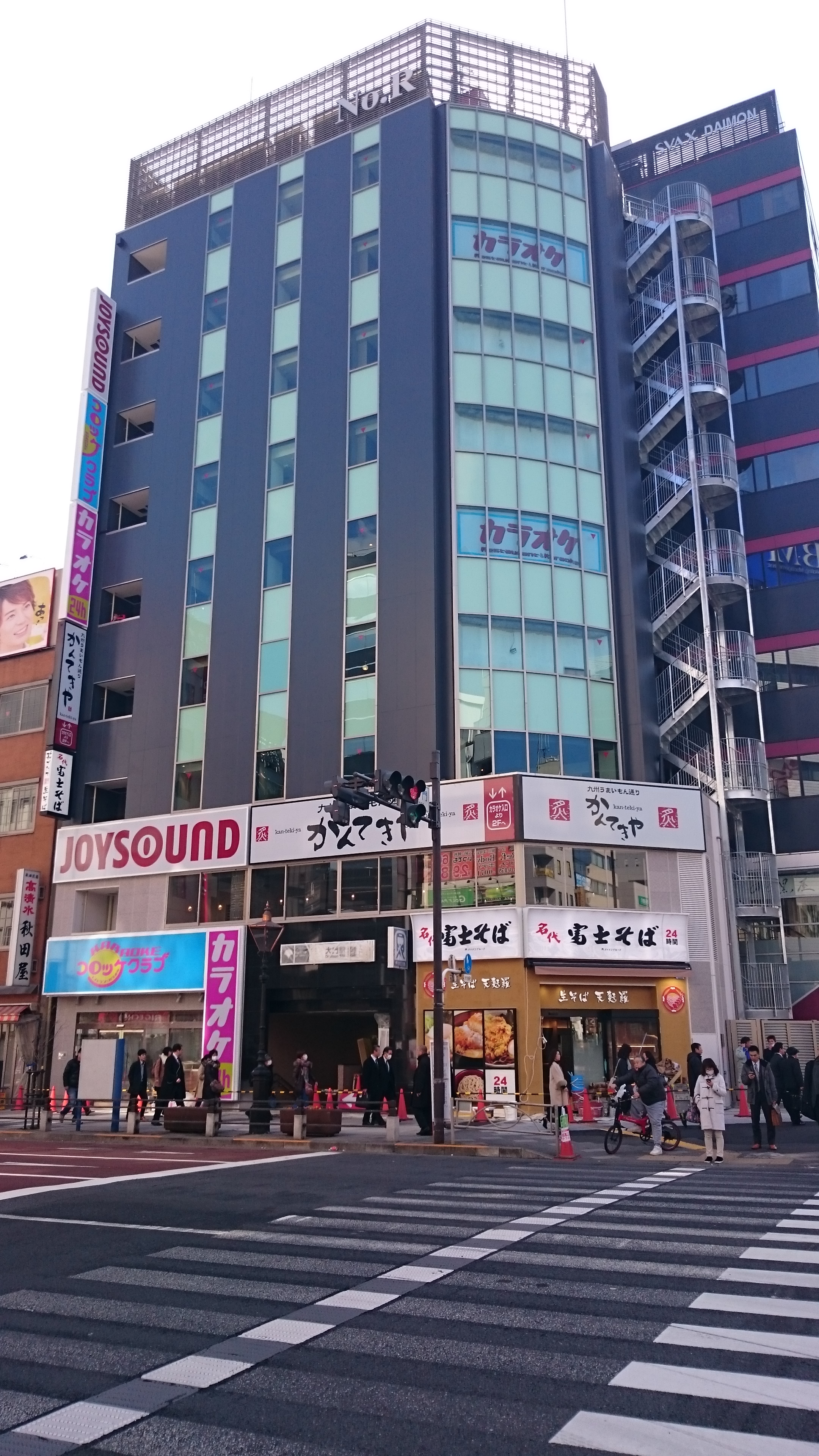
Daimon ex (第124東京ビル)